# Джошуа Блаї
Джошуа Мілтон Блаї (англ. Joshua Milton Blahyi), відомий як Генерал Голозад (англ. General Butt Naked; нар. 30 вересня 1971, Монровія, Ліберія) — ліберійський воєначальник Першої громадянської війни в Ліберії (1989—1996), згодом євангельський проповідник. У період війни він очолював загін, відомий як «Голозада бригада» (англ. Butt-Naked Brigade) у складі Об'єднаного визвольного руху Ліберії за демократію (ULIMO). Під час конфлікту Блаї здобув сумнозвісність через радикальну жорстокість, ритуальні жертвоприношення та канібалізм. Його бійцями переважно були діти-солдати, які воювали оголеними, вірячи в надприродний захист. У 2008 році Блаї зізнався у свідченнях перед Комісією правди та примирення Ліберії в причетності до загибелі щонайменше 20 000 людей, ставши першим ліберійським воєначальником, що зробив це.
Народився в племені кран, яке практикувало жертвоприношення та чорну магію. Його з дитинства виховували за традиційними віруваннями та зробили верховним жерцем, що вплинуло на його світогляд у період конфлікту. У липні 1996 року Блаї заявив, що йому явився Ісус Христос, після чого вирішив завершити свою участь у війні та навернувся до християнства. Блаї подальше життя присвятив проповідництву та реабілітації колишніх учасників війни, заснувавши неурядову організацію «Подорожі проти насильства» (англ. Journeys Against Violence). 2013 року він опублікував автобіографію «Спокута африканського воєначальника» (англ. The Redemption of an African Warlord), де детально описав своє минуле. Дехто вважав його каяття щирим, інші — спробою уникнути покарання за воєнні злочини, від яких був захищений амністією Ліберійської комісії. 2011 року вийшов документальний фільм «Спокута Генерала Голозада», що розповідає про його звірства та спокуту, який позитивно оцінили критики.

## Ранні роки
Джошуа Мілтон Блаї народився 30 вересня 1971 року в Монровії, Ліберія, у сім'ї з племені кран, частина яких проживала в окрузі Сіно. З раннього дитинства був занурений у традиційну релігію народу, анімізм, де поклонялися духам, практикували чорну магію та жертвопринесення. У семирічному віці його батько віддав Блаї старійшинам племені, які виховували його як воїна. Згодом, у 11 років, пройшов ініціацію та став верховним жерцем.
У своїх мемуарах Блаї зазначає, що він як верховний жрець організовував людські жертвопринесення, що повторювалося кожного молодика протягом наступних чотирнадцяти років. За допомогою видінь він визначав, кого принесуть в жертву, передавав ім'я жертви старійшинам, її викрадали з будинку й приносили на вівтар. Опісля Блаї виголошував заклинання й жертву ритуально розчленовували.
1980 року сержант Збройних сил Ліберії (AFL) Сем'юел Доу здійснив державний переворот, поваливши уряд тодішнього президента Вільяма Толберта. Блаї стверджує, що Доу найняв його для виконання ритуалів чорної магії, щоб вплинути на вибори 1985 року, хоча перемога Доу залежала переважно від придушення опозиції. Пізніше Блаї пояснював свою підтримку Доу почуттям племінної лояльності, оскільки вони обидва належали до однієї етнічної групи.

## Військова кар'єра

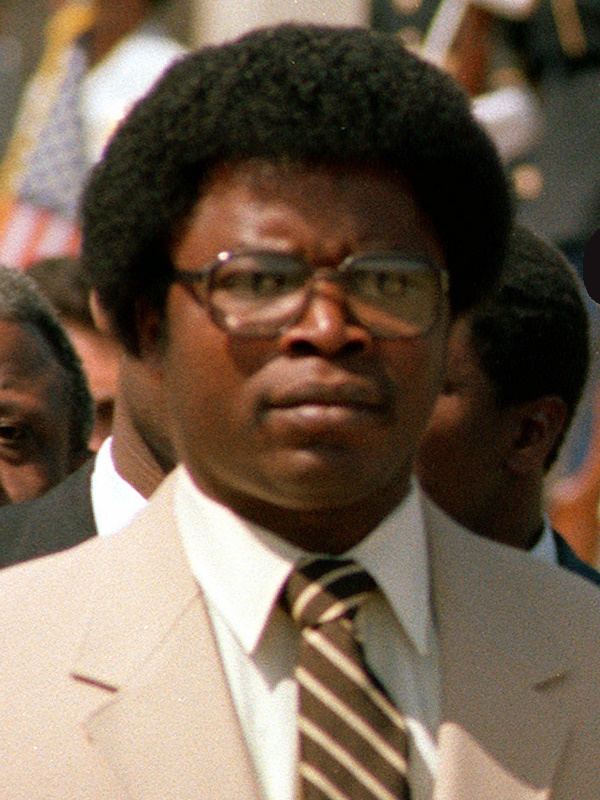
Блаї воював на боці Сем'юела Доу (на фото) під час Першої громадянської війни.

Перша громадянська війна в Ліберії почалася в грудні 1989 року, коли Національний патріотичний фронт Ліберії (NPFL) на чолі з Чарльзом Тейлором вдерся з Кот-д'Івуару, прагнучи повалити режим Сем'юела Доу. Після падіння режиму Доу та його страти 1990 року за наказом командира повстанської армії Прінса Джонсона етнічні конфлікти посилилися. 1991 року крани, мандінки та колишні члени військ AFL заснували  Об'єднаний визвольний рух Ліберії за демократію (ULIMO). Блаї став членом цього руху та воював проти NPFL та ворогуючих збройних формувань, які контролювати більшу частину Ліберії.
Блаї очолив загін з кількох десятків бійців, відомий як «Голозада бригада» (англ. Butt-Naked Brigade). Зазвичай це були діти-солдати, яких набирали з розорених сіл або викрадали під час рейдів. Вони діяли переважно в регіоні Монровія. Бійці воювали майже голими, але носили взуття, зброю та магічні амулети. Через це Блаї отримав кличку «Генерал Голозад» (англ. General Butt Naked). Він стверджував, що відсутність одягу була ритуалом, який «захищав їх від куль». Пізніше Блаї стверджував, що під час конфлікту отримав видіння від Диявола, у якому той сказав йому, що він «стане великим воїном і має практикувати людські жертвопринесення та канібалізм, щоб збільшити свою силу». Після захоплення міста Блаї проводив жертвоприношення, убиваючи дитину та дістаючи зі живої плоті серце, щоб з'їсти. Він віддавав перевагу немовлятам, бо, на його думку, вони надавали найбільший захист. Блаї зазначав, що були часи, коли в день він робив декілька жертвоприношень.
Блаї також змушував своїх солдатів вживати психоактивні речовини, щоб зробити готовими виконувати його накази. Багато з жорстоких злочинів були здійснені дітьми-солдатами під дією наркотиків; після завершення війни вони залишилися залежними та пішли до кримінального світу. Згадуючи звірства, які він і його солдати вчиняли проти цивільних під час конфлікту, Блаї заявив в інтерв'ю: «Іноді я занурювався під воду, де гралися діти. Я пірнав, хапав одного, тягнув під воду і ламав йому шию. Іноді я влаштовував аварії. Іноді просто різав їх». У мемуарах він згадує, що «для нас вбивство стало формою розваги; я регулярно зустрічався з Сатаною і розмовляв з ним», та зазначає, що вважав «диявола живим».
Конкуруючі ополченці, включно з «голозадими» бійцями, часто боролися між собою за контроль над діамантовими родовищами та золотими копальнями Ліберії. Блаї торгував дорогоцінностями з мексиканськими наркокартелями за зброю та кокаїн.
Після Абуджанської угоди війна наближалася до завершення. 6 квітня 1996 року NPFL розпочав операцію з арешту лідера повстанців ULIMO Рузвельта Джонсона в Монровії. Інтенсивна перестрілка між групами бійців призвела до переміщення половини населення регіону. Блаї продовжував воювати до липня цього року, а після провидіння покинув поле бою.

## Навернення до християнства
У липні 1996 року, після чергового жертвоприношення, за словами Блаї, він пережив видіння, у якому перед ним постав Ісус Христос та попросив як сина розкаятися в гріхах, щоб не померти. Опісля він покинув все та втік до Гани, де звернувся до місцевої євангельської церкви в Аккрі, та переховувався від людей, які бажали помститися йому за вбивства родичів. 1997 року Блаї прийняв християнство та став євангельським проповідником. Згодом повернувся до Ліберії, де став главою «Церкви євангельського служіння до кінця світу», проповідуючи про покаяння й прощення. Починаючи з 2006 року, Блаї також кілька разів відвідував нетрі Монровії, намагаючись спілкуватися з колишніми дітьми-солдатами, які там жили, і допомагати їм.
У січні 2008 році Блаї став першим ліберійським воєначальником, який дав свідчення перед Ліберійською комісією правди і примирення, створеної законодавчим органом Ліберії після конфліктів для розслідування звітів про звірства, скоєні під час Першої та Другої громадянських воєн. Його свідчення транслювалися в прямому ефірі на національних телеканалах. Блаї попросив пробачення у народу Ліберії, визнавши свою провину за смерть щонайменше 20 000 людей, що скоєні як ним, так і його бійцями. Комісія рекомендувала для нього прокурорську амністію. У Ліберії це викликало змішані реакції: одні хвалили його за розкаяння, інші критикували за звірства під час війни. Його свідчення були на шпальтах не лише національної преси, а й декількох міжнародних газет як The Daily Mail і Vice Media, чиї журналісти приїжджали до Ліберії, щоб взяти у нього інтерв'ю. 2007 року Блаї заснував неурядову організацію «Подорожі проти насильства» (англ. Journeys Against Violence), щоб допомагати колишнім дітям-солдатам реінтегруватися в суспільство.
Блаї публічно закликав Ліберію створити суд для воєнних злочинів, щоб притягнути до відповідальності всіх кривдників, і себе теж. Він стверджував, що колишні воєначальники, такі як ліберійський сенатор Прінс Джонсон, мусять постати перед судом за звірства, вчинені під час громадянського конфлікту. У виступі на ліберійському ток-шоу Блаї заявив, що майже постійно живе з почуттям жалю не лише через людей, яких він «залишив бездітними», але й через дітей, яких він «позбавив батьків».
Як євангельський проповідник, Блаї привернув увагу багатьох благодійників поза Ліберією. Його діяльністю зацікавився й нью-йоркський християнський пастор Боян Янчич, який написав передмову до автобіографії Блаї «Спокута африканського воєначальника» (2013), опублікованої видавництвом Destiny Image Publishers. Янчич написав у передмові до книги, що «з часу навернення Шауля з Тарсу на шляху до Дамаску я не чув історії навернення, яка була б настільки переконливою».

## У культурі
Після публічних свідчень Блаї став відомий у популярній культурі. 2010 року журналісти з Vice News створили документальний фільм «Путівник Vice по Ліберії», що увійшов до серії дорожніх подорожей «Путівник Vice до подорожей». Вони зафільмували проповідь Блаї в Монровії перед численними колишніми дітьми-солдатами.
2011 році режисери Ерік Штраус і Данієль Анастасіон створили документальний фільм про Блаї під назвою «Спокута генерала Голозада». Стрічка була показана на Кінофестивалі Санденс-2011. Кінотвір розповідав про кар'єру Блаї як лідера повстанців ULIMO та його житті після прийняття християнства, документуючи його зусилля з реабілітації колишніх військових під його командуванням і спроби примиритися з жертвами його звірств. Між епізодами були вставлені кадри його свідчень про воєнні злочини 2008 року. Документальний фільм отримав позитивні відгуки. Кірк Ганікатт в огляді для The Hollywood Reporter високо оцінив фільм за уникнення «будь-яких особистих суджень, дозволяючи аудиторії робити власні висновки», та стверджував, що режисери «спіймали блискавку в пляшці». Девід д'Арсі з Screen International відзначив, що режисери змогли показати вплив ліберійських громадянських воєн на суспільство, та описав документальний фільм як «неймовірно кінематографічний» і «один із найкращих з часів „Фотографу“ Джона Вотерса» з «виразними візуальними штрихами».
У сатиричному мюзиклі 2011 року «Книга мормона» за сценарієм Трея Паркера, Роберта Лопеса та Метта Стоуна є персонаж на ім'я «Генерал Голозад». Він зображений як угандійський воєначальник, бо прообразом початково був сумнозвісний командир Армії опору Господа (LRA) Джозеф Коні. Паркер зазначив в інтерв'ю для Comingsoon.net, що «воєначальники в Ліберії мають дуже колоритні імена, і ми читали про одного на ім'я Генерал Голозад. Ми насправді просто вкрали цей жарт».

## Додаткова література
- Damrosch, Lori F. (1993). Enforcing Restraint: Collective Intervention in Internal Conflicts. Інститут Брукінгс. ISBN 978-0-8760-9155-5.